# Kanabandur, Hosanagara
Kanabandur là một làng thuộc tehsil Hosanagara, huyện Shimoga, bang Karnataka, Ấn Độ.